# Henschel Hs 122
Henschel Hs 122 – niemiecki samolot współdziałania z armią lądową oraz rozpoznawczy z połowy lat 30. XX wieku.

## Historia
Do służby weszły tylko modele przedprodukcyjne, a projekt Hs 122 doprowadził do powstania innego modelu Henschela – Hs 126. Hs 122 był drugim samolotem tej firmy, a pierwszym wprowadzonym do produkcji (Hs 121 nie był ostatecznie produkowany). Został on zaprojektowany, jako odpowiedź na potrzebę dostarczenia nowego samolotu współpracy z armią lądową, który zastąpiłby starzejącego się He 46.
Projekt zapowiadał stworzenie jednosilnikowego 2-miejscowego samolotu ze stałym podwoziem. Centralna sekcja skrzydeł została zamocowana nad otwartym kadłubem i wzmocniona serią zastrzałów oraz usztywniona w dolnej części kadłuba kolumnami w kształcie litery V. Skrzydła zamocowano do dwóch masztów, a ich krawędzie były wykonane z metalu. Kadłub składał się z eliptycznego, metalowego kokpitu i ogona. Powierzchnie sterownych części kadłuba zostały pokryte tkaniną. Ogon zamontowano w połowie wysokości statecznika i wsparto zastrzałami. Koła umocowano do kolumn pod kadłubem.
Pierwszy prototyp, zarejestrowany jako D-UBYN napędzany był, podobnie jak kilka innych samolotów niemieckich w owym czasie (w tym Messerschmitt Bf 109) przez silnik Rolls-Royce Kestrel V-12, chłodzony cieczą, ale następny prototyp (D-UBAV) miał już jednostkę Siemens Sh 22B (9-cylindrową o mocy 460 kW/610 KM). Wyprodukowano około 3 prototypów oraz niewielką liczbę wersji przedprodukcyjnej, która w niedługim czasie została zastąpiona przez silniejszą jednostkę Henschel Hs 126.